# Faro di Finisterre
Il faro di Finisterre è un faro che si trova sul capo Finisterre in provincia di La Coruña in Galizia.

## Storia e caratteristiche

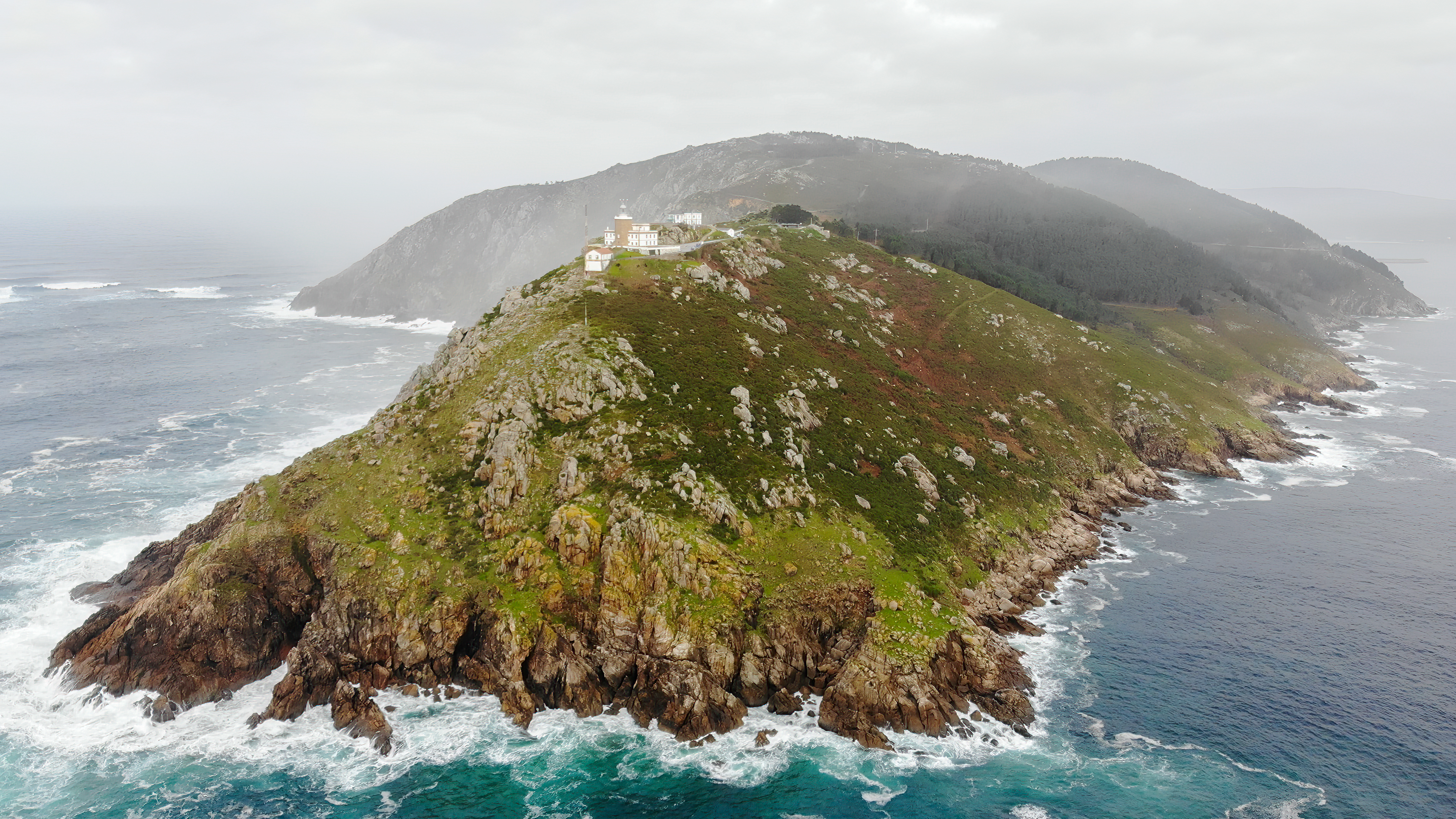
Veduta aerea del capo e del faro

Il faro è stato costruito nel 1853 ed è il più occidentale d'Europa e il più visitato.
Il faro ha una base ottagonale ed è alto 17 metri e ha una lanterna che si trova ad un'altezza di 143 metri sul livello del mare.
Nonostante la presenza del faro, la zona è stata teatro di diversi naufragi, come nel 1870 quando affondò il HMS Captain con un equipaggio di 452 persone.
Il faro è anche il punto di arrivo di molti pellegrini che, dopo aver completato il Cammino di Santiago, decidono di prolungarlo di un’altra ottantina di chilometri per giungere sul punto in cui si credeva che finisse il mondo (il nome della località deriva infatti da Finis terrae, cioè "confine della terra"). Poco prima del faro si trova un cippo che segna infatti il km 0,00 e vi era l’usanza - oggi proibita - di bruciare le scarpe o un altro indumento indossato durante il Cammino.